# Leiosaurus paronae
Leiosaurus paronae (lagarto de Peracca) es una especie de lagarto del género Leiosaurus, de la familia  Leiosauridae.

## Información de evaluación
Aunque la especie tiene una distribución global muy amplia, dentro de esta área está restringida a zonas boscosas del Chaco y Monte, los cuales están en riesgo desproporcionadamente alto por la expansión agrícola y la extracción de madera. Si bien esto sugiere que es probable que la especie sea un problema de conservación, se sabe muy poco acerca de las tendencias de la población, en parte porque, aunque parece relativamente común, es difícil de detectar, y la capacidad de la especie de persistir en hábitats perturbados para determinar si está en riesgo de extinción y, en consecuencia, se clasifica como deficiente en datos.

## Distribución
La distribución de Leiosaurus paronae abarca el centro oeste de Argentina, desde Mendoza hasta la provincia de Santiago del Estero. Dentro de esta área, este lagarto semi-arbóreo está restringido a partes boscosas de las provincias fitogeográficas del Monte y el Chaco árido y semiárido. 
En Argentina se podría encontrar en: Santiago del Estero, San Luis, San Juan, Mendoza, La Rioja, La Pampa, Córdoba, Catamarca.

## Población
Esta es una especie relativamente común, sin embargo, es difícil de encontrar debido a su coloración críptica. No hay información sobre las tendencias de población de esta especie, sin embargo, está restringida a hábitats bajo una fuerte presión del desarrollo.

## Hábitat
Esta especie está asociada con bosques secos en el Chaco y con arbustos y árboles de las regiones de Monte. La especie es semi-arbórea y, por lo tanto, se presume que está estrictamente restringida a áreas con una cobertura de árboles al menos moderadamente intacta, sin embargo, casi no se sabe nada de su biología.
Tipo de hábitat: 
- Bosque (Subtropical / Tropical Seco).
- Matorral (Templado).

## Amenazas y conservación
En los hábitats del Chaco, este lagarto está amenazado por la pérdida de hábitat debido a las actividades agrícolas y la extracción de madera. Las tasas de deforestación tanto en el Chaco como en el Monte exceden tanto la media mundial como las tasas de deforestación en la Amazonía. En los últimos 30 años, el Chaco seco en Corboda se redujo en un 80%. A veces la gente local lo mata porque piensan que es una especie venenosa.
Las amenazas son: 
- Agricultura y acuicultura (Cultivos anuales y perennes no maderables).
- Uso de recursos biológicos (Tala y cosecha de madera).

Esta especie no se utiliza ni se comercializa. Esta especie estaría clasificada como Vulnerable en Argentina. Esta especie se beneficiaría de una mejor información sobre distribución, abundancia, tendencia de la población y amenazas.